# Parque nacional San Rafael
El Parque nacional San Rafael es un área protegida en el Paraguay. El área protege la reserva de agua dulce de los cursos de agua del Tebicuary, Carumbey, Canguery, Tembey, Pirapó y sus tributarios. Está ubicado entre los Departamentos de Caazapá e Itapúa.